# Nathan Ismar
Nathan Ismar, né le 30 mars 1999 à Vitry-sur-Seine, est un sauteur en hauteur français.

## Biographie
Il se classe sixième des championnats du monde juniors de 2018.[réf. souhaitée] À cette époque, il est membre du club Athlé Sud 77 et sa participation sportive lui vaut de devenir citoyen d'honneur de Fontainebleau, en janvier 2019.
Il remporte le concours du saut en hauteur aux Championnats de France d'athlétisme 2021 avec une marque de 2,19 mètres. Quelques jours plus tard, le 11 juillet 2021, il décroche la médaille d'argent des championnats d'Europe espoirs, à Tallinn, avec la marque de 2,17 m.
Le 11 juin 2022 à Carquefou, il porte son record personnel à 2,26 m.